# The Remix Album (álbum de All Saints)
The Remix Album é um álbum do girl group britânico All Saints e é remixado pelo DJ Pete Tong. Foi lançado em 1998, após o sucesso de seu álbum de estréia auto-intitulado  e recursos remixes das músicas a partir dele, a maioria dos quais não tinha sido lançado antes.

## Faixas
| #   | Título                                                         | Duração |
| --- | -------------------------------------------------------------- | ------- |
| 1.  | "Never Ever" (All Star Remix)                                  | 3:59    |
| 2.  | "Bootie Call" (Krazee Alley Mix)                               | 4:37    |
| 3.  | "I Know Where It's At" (Groovy Mix)                            | 4:20    |
| 4.  | Under the Bridge" (Ignorants Remix featuring Jean Paul e.s.q.) | 4:47    |
| 5.  | Lady Marmalade" (Timbaland Remix)                              | 3:38    |
| 6.  | "Bootie Call" (Bugcity and Hayne's/Bump 'n' Bounce mix)        | 4:11    |
| 7.  | "War of Nerves" (Ganja Kru Remix)                              | 5:22    |
| 8.  | "Bootie Call" (Dreem Teem Vocal)                               | 5:46    |
| 9.  | "Bootie Call" (Club Asylum - Boogie Punk Dub)                  | 3:29    |
| 10. | "Never Ever" (Booker T's Vocal Mix)                            | 5:44    |
| 11. | "Never Ever" (Booker T's Up North Dub)                         | 5:30    |
| 12. | "I Know Where It's At" (Nu Birth Riddum Dub)                   | 5:14    |
| 13. | "Lady Marmalade" (Mark!'s Wrecked Dub)                         | 5:34    |
| 14. | "Lady Marmalade" (Sharp South Park Vocal Remix)                | 5:10    |
| 15. | "Lady Marmalade" (Sharp's Trade Lite Dub)                      | 2:46    |

## Posições nas paradas
| Chart (1998)                  | Posição |
| ----------------------------- | ------- |
| Reino Unido (UK Albums Chart) | 104     |